# Макеєв Віктор Петрович
Віктор Петрович Макеєв (25 жовтня 1924, село Протопопово, тепер селище імені Кірова міста Коломни Московської області, Російська Федерація — 25 жовтня 1985, місто Москва) — радянський вчений, творець науково-конструкторської школи морського стратегічного ракетобудування, головний конструктор Конструкторського бюро машинобудування Міністерства загального машинобудування СРСР в місті Міасі Челябінської області. Кандидат у члени ЦК КПРС у 1971—1976 роках. Член ЦК КПРС у 1976—1985 роках. Депутат Верховної Ради СРСР 7—11-го скликань. Доктор технічних наук (1965), професор (1965). Член-кореспондент Академії наук СРСР (з 1968). Академік Академії наук СРСР (з 1976). Двічі Герой Соціалістичної Праці (17.06.1961, 24.10.1974).

## Життєпис
Народився в родині робітника Коломенського машинобудівного заводу. Працював з 1939 року на авіаційному заводі № 22 в Москві (з 1941 року — в евакуації в місті Казані) креслярем і конструктором.
Навчався на вечірньому відділенні Казанського авіаційного інституту (1942). У 1944 році був переведений на денне відділення Московського авіаційного інституту імені Серго Орджонікідзе, який закінчив у 1948 році. У 1950 закінчив Вищі інженерні курси при Московському вищому технічному училищі імені Баумана.
З 1947 року (паралельно з навчанням) працював в особливому конструкторському бюро (ОКБ-1) науково-дослідного інституту (НДІ-88_ провідним конструктором. Учасник створення оперативно-тактичної ракети Р-11 і першої морської балістичної ракети Р-11ФМ.
У 1950—1952 роках — інструктор відділу робітничої молоді ЦК ВЛКСМ.
Член ВКП(б) з 1951 року.
З 1952 року — провідний конструктор в ОКБ-1. У 1955 році за пропозицією С. П. Корольова призначений головним конструктором СКБ-385 (згодом — КБ машинобудування). З 1963 року — начальник підприємства і головний конструктор, з 1977 року — начальник конструкторського бюро (КБ) машинобудування і генеральний конструктор в місті Міасі Челябінської області.
Одночасно з 1960 по 1981 рік — професор, завідувач кафедри літальних апаратів в Челябінському політехнічному інституті, з 1981 по 1985 рік — завідувач кафедри проблем енергомашинобудування Московського фізико-технічного інституту.
Під його керівництвом КБ машинобудування стало провідною науково-конструкторською організацією СРСР, сформувалася розгалужена кооперація НДІ, КБ, заводів-виготовлювачів, випробувальних полігонів, яка вирішувала завдання розробки, виготовлення та випробування ракетних комплексів для Військово-морського Флоту.
Указом Президії Верховної Ради СРСР («закритим») від 17 червня 1961 року за видатні заслуги у створенні зразків ракетної техніки і забезпеченні успішного польоту людини в космічний простір Макеєву Віктору Петровичу присвоєно звання Героя Соціалістичної Праці з врученням ордена Леніна і золотої медалі «Серп і Молот».
Указом Президії Верховної Ради СРСР від 24 жовтня 1974 року за створення комплексу з ракетою РСМ-40 Макеєв Віктор Петрович нагороджений орденом Леніна і другою золотою медаллю «Серп і Молот».
Автор 32 основоположних винаходів, понад 200 друкованих праць, в тому числі монографій.
Помер 25 жовтня 1985 року. Похований на Новодівичому цвинтарі в Москві.

## Нагороди і звання
- двічі Герой Соціалістичної Праці (17.06.1961, 24.10.1974)
- п'ять орденів Леніна (20.04.1956, 17.06.1961, 28.04.1963, 24.10.1974, 24.10.1984)
- орден Жовтневої Революції (26.04.1971)
- медаль «За доблесну працю у Великій Вітчизняній війні 1941—1945 рр.» (6.06.1945)
- золота медаль АН СРСР імені С. П. Корольова (1974)
- медалі
- Ленінська премія (1959)
- тричі Державна премія СРСР (1968, 1978, 1983)
- Почесний громадянин міста Міаса (1997, посмертно)